# Orcininae
Sous-famille
Les Orcininae sont une sous-famille regroupant deux espèces de cétacés.

## Taxonomie
Cette sous-famille est décrite comme invalide par le World Register of Marine Species (1 aout 2011) et est connue de très peu de site de taxonomie.

## Liste des espèces
- sous-famille des Orcininae (Orcininés)
  - genre Orcinus
    - Orcinus orca -- Orque

  - genre Pseudorca
    - Pseudorca crassidens -- Fausse orque

## Publications originales
- Wagner, 1846 : Die Saugethiere in Abbildungen nach der Natur mit Beschreibungen von D. Johann Christian Daniel von Schreber, vol. 7
- Rice, 1967 : « Cetaceans » in Anderson, Jones, Recent Mammals of the World: A synopsis of families, New York, U.S.A., Ronald Press Co., p. 291-324.
- Kasuya, 1973 : « Systematic considerations of Recent toothed whales bases on the morphology of tympano-periotic bone », Scientific Reports of the Whales Research Institute, vol. 25 p. 1-103